# Hymenogaster
Hymenogaster Vittad. (podziemniczek) – rodzaj grzybów z rodziny Hymenogastraceae.

## Charakterystyka
Liczne gatunki to grzyby podziemne (hypogeiczne). Do rodzaju Hymenogaster początkowo należało 8 gatunków, obecnie jest ich wielokrotnie więcej i rodzaj ten jest jednym z najbogatszych gatunkowo rodzajów wnętrzniaków. Typem nomenklatorycznym jest Hymenogaster citrinus. Gatunki rodzaju Hymenogaster tworzą ektomykoryzę z licznymi gatunkami drzew, głównie z rodzin brzozowate, wrzosowate, bukowate, mirtowate, sosnowate, wierzbowate i lipowate. Nie są związane z określonym gatunkiem drzewa, mogą żyć w mykoryzie z licznymi gatunkami drzew. Mykoryza ta jest korzystna również dla drzew; wspomaga je pobieraniu składników odżywczych i odgrywa ważną rolę w ochronie, przywracaniu lub odbudowie ekosystemów.
Przy oznaczaniu gatunków uwzględnia się takie cechy morfologiczne, jak: kolor lub przebarwienie bazydiokarpów w stanie świeżym oraz cechy bazydiospor (w tym kolor, kształt i ornamentacja).

## Systematyka i nazewnictwo
Pozycja w klasyfikacji według Index Fungorum: Hymenogastraceae, Agaricales, Agaricomycetidae, Agaricomycetes, Agaricomycotina, Basidiomycota, Fungi.
Polską nazwę nadał Feliks Teodorowicz w 1933 r., używał też nazwy żywotek. Synonimy naukowe: Dendrogaster Bucholtz, Fechtneria Velen., Hysterogaster C.W. Dodge, Radiogaster Lloyd, Rhizopogoniella Soehner.
Gatunki występujące w Polsce:
- Hymenogaster arenarius Tul. & C. Tul. 1844[5]
- Hymenogaster asterigmatus Soehner 1952[6]
- Hymenogaster bucholtzii Soehner 1924[6]
- Hymenogaster bulliardii Vittad. 1831[6]
- Hymenogaster calosporus Tul. & C. Tul. 1851[6]
- Hymenogaster citrinus Vittad. 1831[5]
- Hymenogaster griseus Vittad. 1831[7]
- Hymenogaster huthii Stielow, Bratek & Hensel 2011[6]
- Hymenogaster luteus Vittad. 1831[5]
- Hymenogaster lycoperdineus Vittad. 1831[8][6]
- Hymenogaster megasporus Soehner 1952[5]
- Hymenogaster melasporus Soehner 1962[6]
- Hymenogaster mischosporus Soehner 1962[6]
- Hymenogaster mutabilis (Soehner) Zeller & C.W. Dodge 1934[6]
- Hymenogaster niveus Vittad. 1831[6]
- Hymenogaster olivaceus Vittad. 1831 – podziemniczek oliwkowy
- Hymenogaster populetorum Tul. & C. Tul. 1843[8][6]
- Hymenogaster pruinatus R. Hesse 1891[8]
- Hymenogaster rehsteineri Bucholtz 1901[5]
- Hymenogaster sulcatus R. Hesse 1891[6]
- Hymenogaster tener Berk. 1844 – podziemniczek jedwabisty
- Hymenogaster thwaitesii Berk. & Broome 1846[6]
- Hymenogaster uliginosus Soehner 1924[6]
- Hymenogaster verrucosus Bucholtz 1901[6]
- Hymenogaster vulgaris Tul. & C. Tul. 1846 – podziemniczek popękany

Nazwy naukowe na podstawie Index Fungorum. Nazwy polskie według Władysława Wojewody. Wykaz gatunków według W. Wojewody i innych źródeł.